# Інгул
Інгу́л, Великий Інгул — річка в Центрі та Півдні України, у межах Кіровоградської та Миколаївської областей. Ліва і найбільша притока Південного Бугу (басейн Чорного моря).

## Етимологія
Слово Інгул / Ingul (Ингули — 1673; Ингулъ, Ингулъ — 1697; Inguł wełki — 1747; Інгул — 1774; Inguł, Jeni-geł — 1880—1895; Великий Ингулъ — 1890; Angul, Angulet Wielki — 1917) походить від оніма «Qgъ|ъ». Трансформація назви Інгул базується на тюркській фонетичній обробці (імовірно з ХІІІ століття) східнослов'янського слова Уголъ. Дотюркське функціонування даного гідроніму лінгвісти пов'язують зі східнослов'янськими племенами уличів (угличів). За іншою версією Інгул, має тюркське походження від yeni göl — нове озеро. У документах 16—17 століттях трапляється назва Єнгула (Єнгул). У 18—19 сторіччях річка мала назву Великий Інгул — на противагу Малому Інгулу (Інгульцю).

## Гідрографія

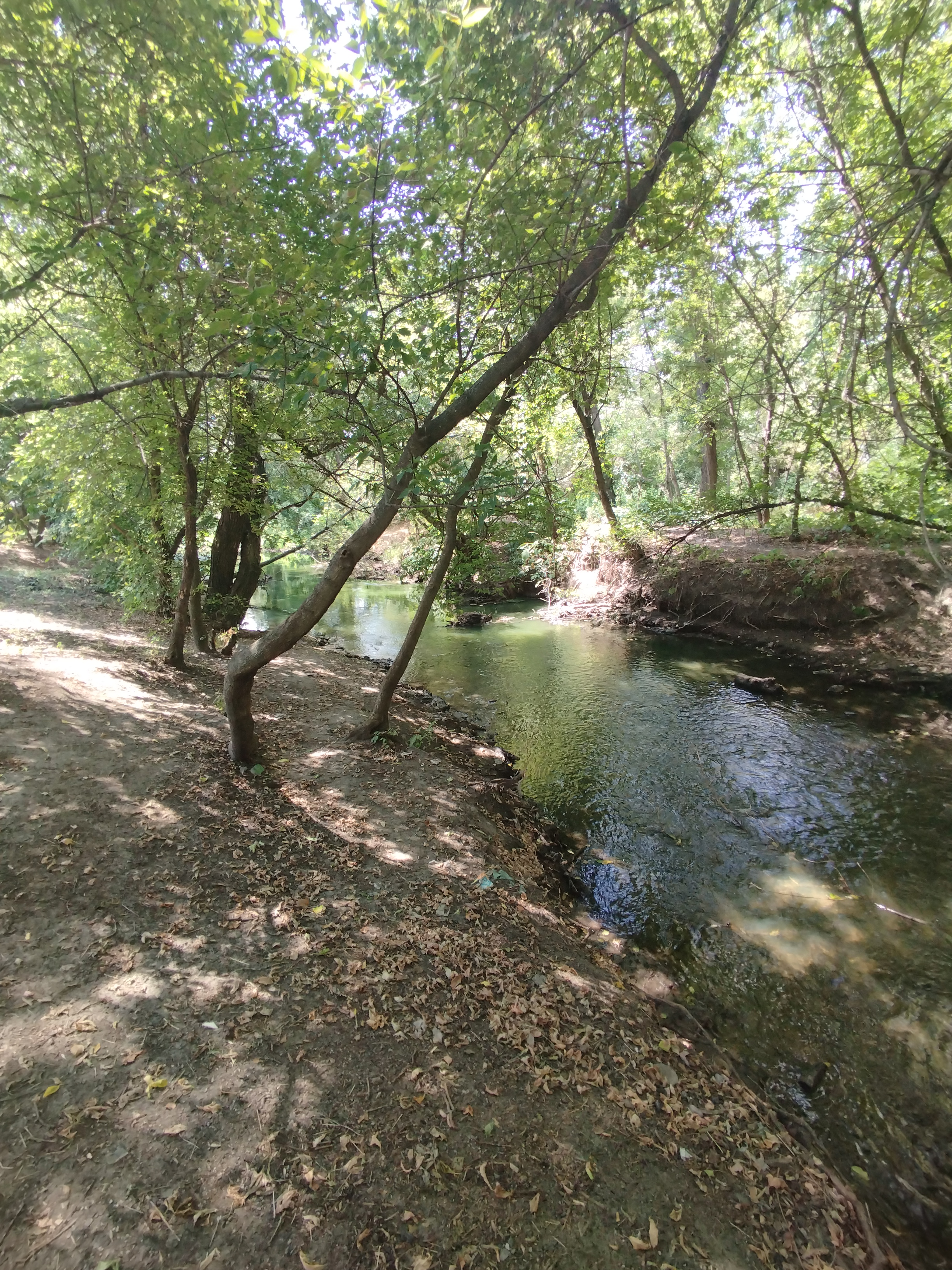
Інгул в Кропивницькому, перед впадінням в нього Біянки.

Довжина річки — 354 км, площа басейну — 9890 км². Судноплавна на 55 км від гирла до села Пересадівка. У верхів'ях річка має вузьке, звивисте русло; на ділянці між селами Костичі і Виноградівка — плавні; в середній течії русло розширюється до 30 м, в нижній — до 80 м і більше. Глибина річки переважно 0,7 — 1,2 м, максимальна до 1,5 м (у межень). Швидкість течії — до 0,5 м/с (1,8 км/год). Долина річки майже на всьому протязі трапецієподібна, завширшки до 4 км, завглибшки до 60 м. Похил річки 0,41 м/км.
Живлення переважно снігове і дощове. Середні витрати води біля села Новогорожене (118 км від гирла) 8,84 м³/с. Замерзає у першій половині грудня, льодостав нестійкий; скресає наприкінці лютого — в першій половині березня.

## Розташування

Витоки Інгулу

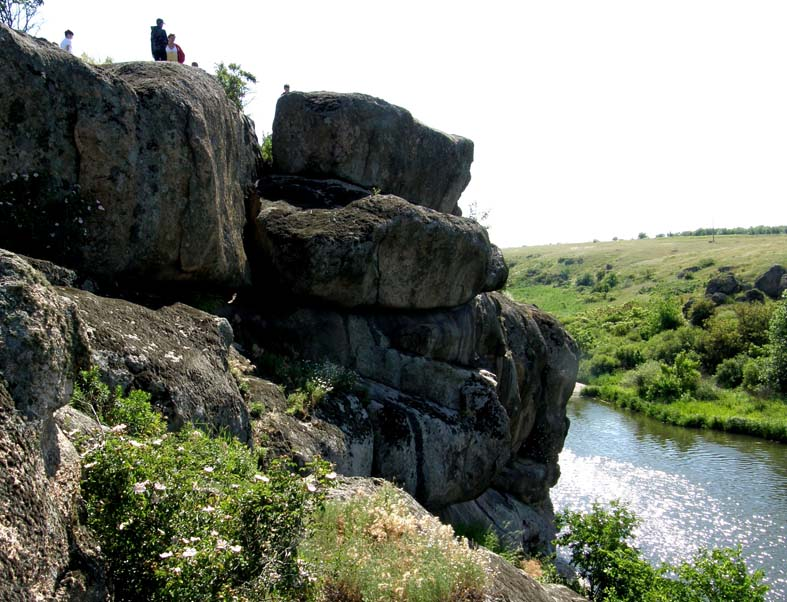
Скелі над Інгулом

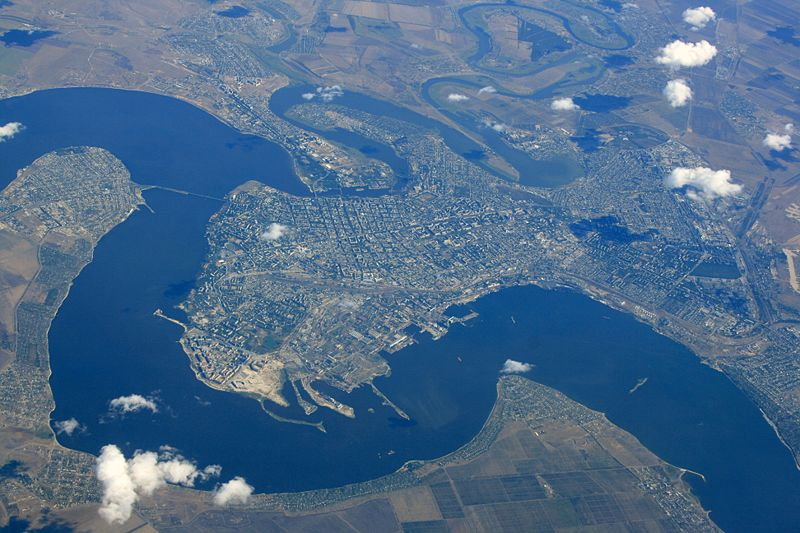
Впадіння Інгулу в Південний Буг в Миколаєві

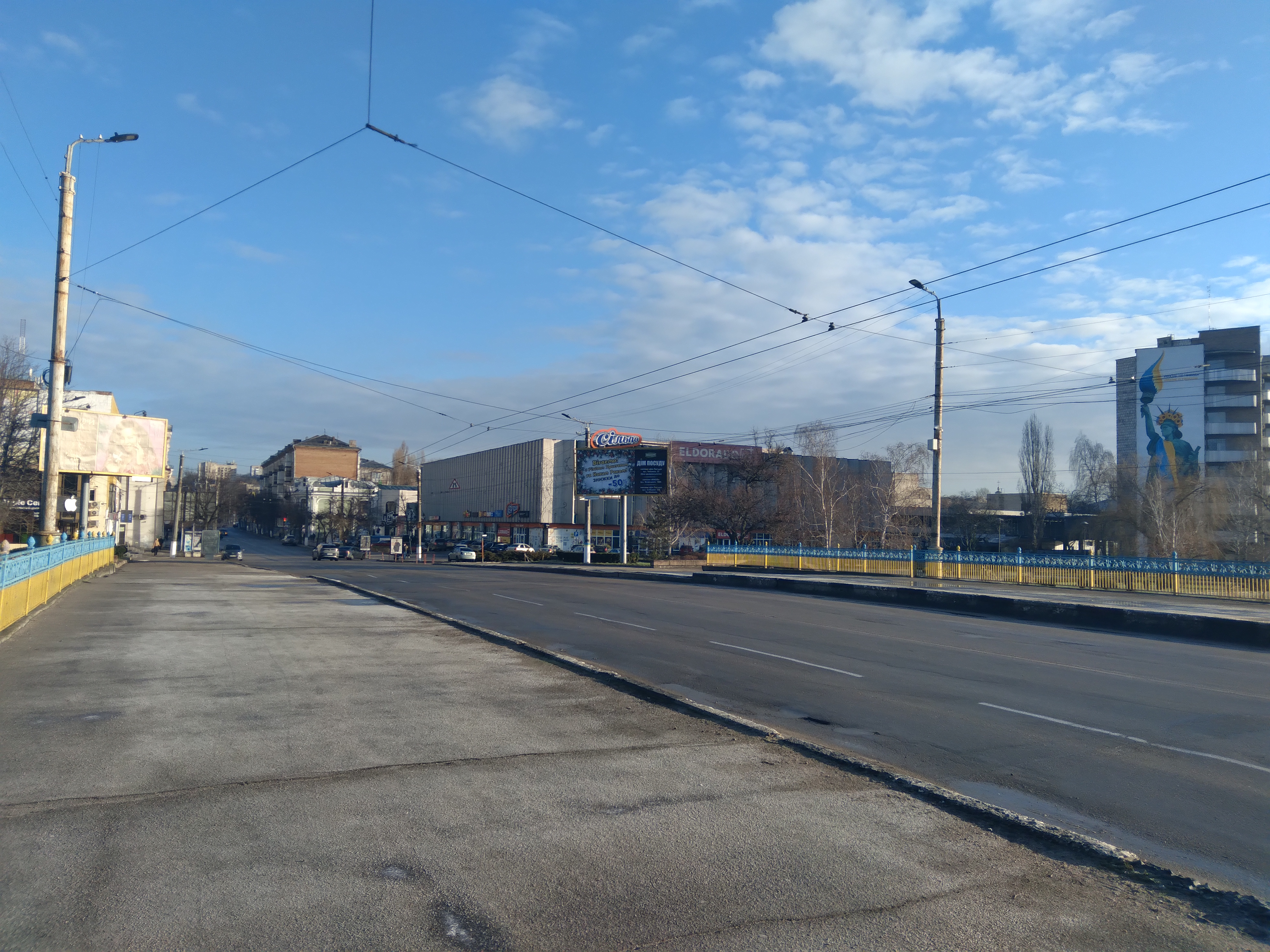
Міст через Інгул у Кропивницькому

Інгул витікає з невеликого лісового озерця біля села Бровкове, що на північний захід від Кропивницького.
Тече переважно в південному напрямку (у верхній течії — частково на південний схід, у нижній — частково на південний захід), у межах Придніпровської височини; у пониззі протікає Причорноморською низовиною і розділяється на рукави. Біля Миколаєва впадає в Південний Буг.
| Ліві                                | Праві               | Відстань від гирла, км |
| ----------------------------------- | ------------------- | ---------------------- |
|                                     | Громоклія           | 92                     |
| без назви                           |                     | 97                     |
| Сагайдак                            |                     | 169                    |
|                                     | Стовбова            | 178                    |
| Березівка                           |                     | 179                    |
|                                     | Сугоклія (Сухоклія) | 222                    |
| Кам'янка                            |                     | 266                    |
|                                     | Вошива              | 274                    |
| Аджамка                             |                     | 288                    |
|                                     | Сугоклія            | 312                    |
| балка Біянка                        |                     | ? м. Кропивницький     |
|                                     | Грузька             | 323                    |
| Мамайка                             |                     | 327                    |
| Северинка                           |                     | 330                    |
| Крутоярка                           |                     | 339                    |
| :За даними «Каталог річок України». |                     |                        |

На річці побудовано кілька водосховищ: Кіровоградське, Докучаєвське, Інгульське та Софіївське.

## Іхтіофауна

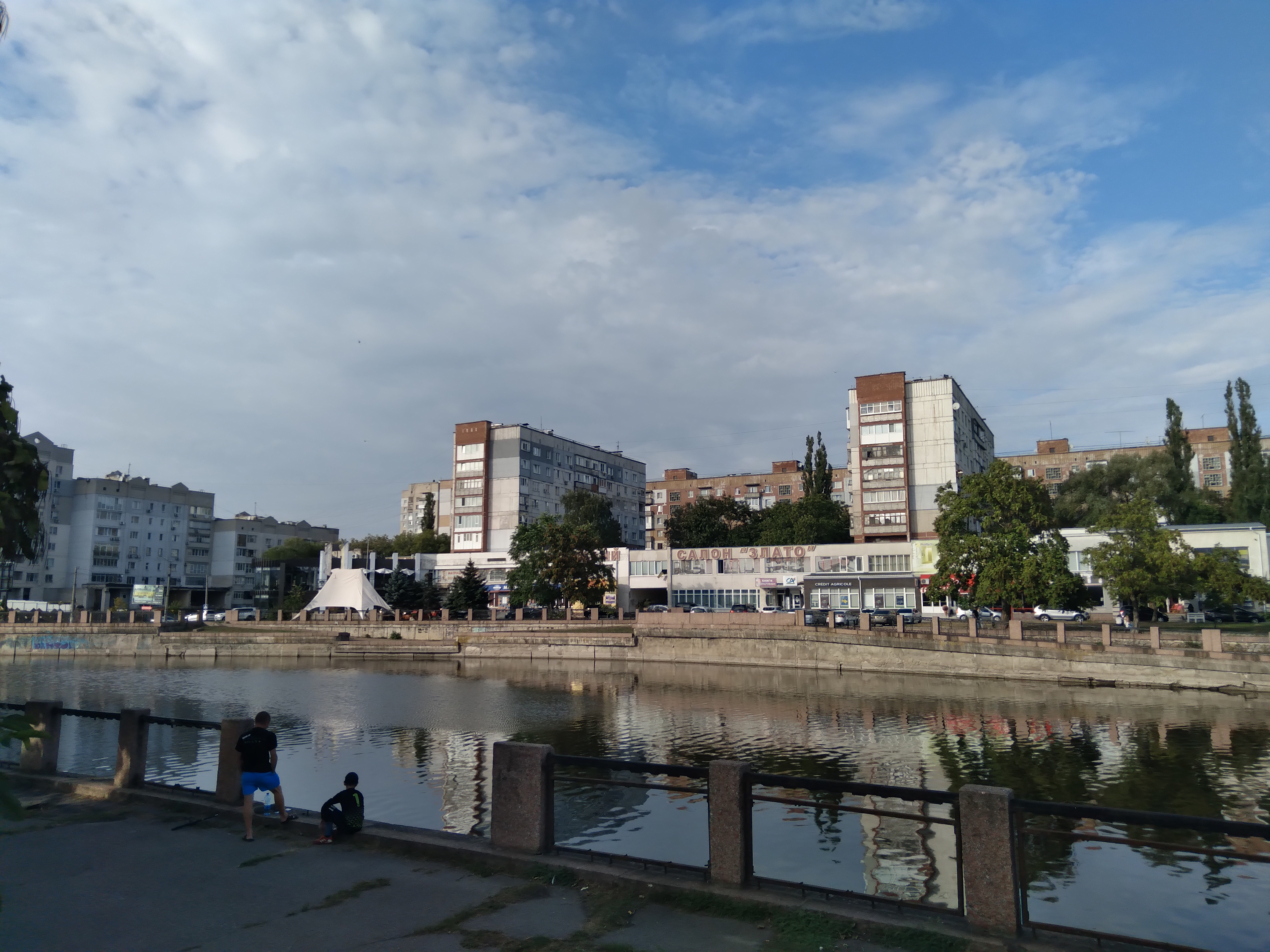
Набережна у центрі Кропивницького, 2023

У середній течії річка пересихає, внаслідок чого утворюються заболочені ділянки, де живуть найневибагливіші риби — лин, карась, в'юн. У нижній течії Інгулу мешкають майже ті ж самі риби, що і в нижній течії Південного Бугу — судак, щука, тарань, лящ, карась, лин, товстолоб, головень, короп, а також піскар, вівсянка, окунь, верховодка та інші.

## Використання
Вода Інгулу використовується для водопостачання і зрошення — у басейні річки споруджена зрошувальна система на площі 33 тис. га. Верхні ділянки Інгулу та його приток зарегульовані — тут побудовані ставкові господарства; в ставках розводять рибу.
Контроль за станом поверхневих вод і управління водними ресурсами басейну річки Інгул на території Миколаївської області здійснює Миколаївське регіональне управління водних ресурсів Басейнового управління водних ресурсів річки Південний Буг.

## Визначні місця над Інгулом

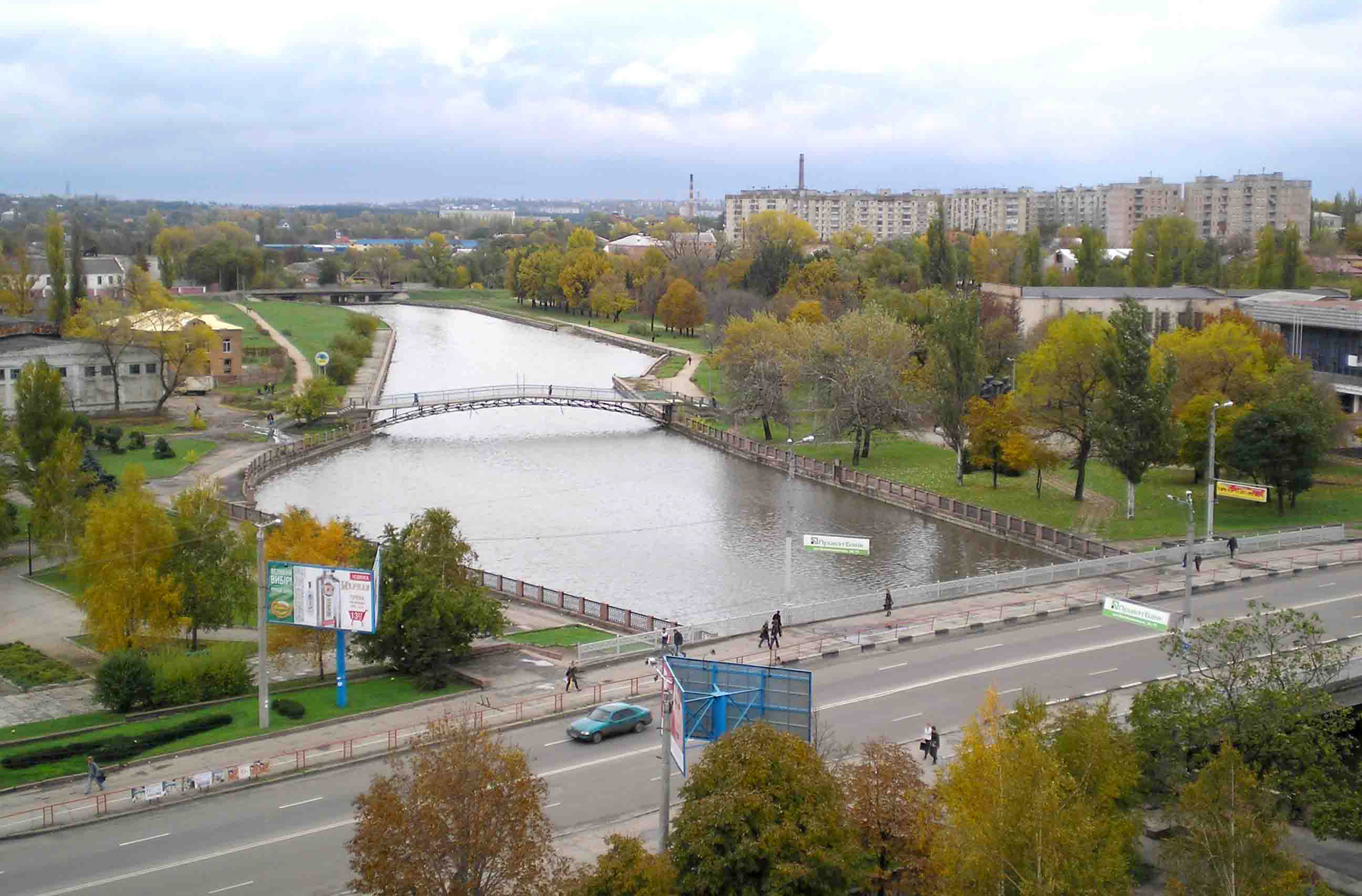
Інгул у Кропивницькому

- На крайньому півдні Кіровоградської області, біля села Завтурове Устинівського району, в місці, де річка Інгул прорізує гранітний щит і утворює крутий каньйон, посеред якого є велика скеля, розташований ландшафтний заказник загальнодержавного значення «Монастирище».

- Над Інгулом, серед степових ярів і балок, у селі Пелагіївка Новобузького району, на березі Софіївського водосховища знаходиться Свято-Михайлівський жіночий монастир, більше відомий як Пелагіїва церква.

- У Миколаївській області на ділянці долини річки Інгул між селами Софіївка і Розанівка у 2002 році створено Регіональний ландшафтний парк «Приінгульський», площею 3,15 тис. га. Мета створення парку — збереження в природному стані ділянки річки Інгул з його типовими та унікальними природними комплексами — фрагментами цілинного степу, водоймами, гранітними оголеннями, лісовими насадженнями. Парк привабливий для туристів — любителів відпочинку в природних умовах.

## Міста
- Кропивницький
- Миколаїв